# Bussolante
Bussolante (do italiano bussolante: camareiro da Bússola) é o membro da Corte Pontifícia responsável por servir nos aposentos papais. Dos diversos bussolantes, um deles é responsável por sustentar, em cortejo solene, a tiara do papa reinante.
Nos cortejos solenes, pedestres e nas cavalgadas de aparato, as coberturas papais de cabeça – tiara e mitra - eram publicamente exibidas com grande ênfase, na continuidade do triunfo romano. O costume, comum às instituições monárquicas, militares e judiciárias, manteve-se até pelo menos 1969. O camareiro transportava a tiara num suporte oval de madeira revestido de veludo vermelho e não em almofada agaloada ou salva de prata. Os oficiais "bussolantes" não envergavam mantelletta, nem mantellone.
Conforme explica Chaves, de acordo com a tradição pontifícia, os bussolantes portavam a antiga loba, composta, primitivamente, por sotaina azulada, que no século XX de cor paonazzo, sobreposta por soprana ou samarra vermelha com as típicas meias mangas. Contudo, na gíria da Casa Pontifícia, a samarra ou garnacha dos camaristas tinha a peculiar designação de crocia. A referida veste era completa por cinto de pontas e pela murça com grande capuz dorsal.
A partir de 1968, os bussolantes passaram a ser denominados "Adidos da Antecâmara" e são supervisionados pela Prefeitura da Casa Pontifícia.